# زاك سنايدر جاستس ليج
زاك سنايدر جاستس ليج (بالإنجليزية: Zack Snyder's Justice League )‏ يشار إليه عادة باسم «قص سنايدر» هو فيلم خيال علمي بطل خارق مدته 242 دقيقة، تم إنتاجه في الولايات المتحدة وصدر في 18 مارس سنة 2021 عبر شبكة إتش بي أو ماكس، وهو من إخراج زاك سنايدر.

## الممثلين
- بن أفليك
- هنري كافيل
- ايمي ادامز في دور لويس لين
- غال جادوت في دور ديانا برينس / إمراة رائعة
- عزرا ميلر في دور باري ألين / الفلاش
- جيسون موموا في دور آرثر كاري / أكوامان
- راي فيشر
- جيريمي آيرونز مثل ألفريد بينيورث
- ديان لين في دور مارثا كينت
- كوني نيلسن بدور هيبوليتا
- جي كي سيمونز مثل جيمس جوردون
- كيران هايندز
- جو مورتون في دور سيلاس ستون
- امبر هيرد مثل ميرا
- جيسي أيزنبرغ في دور ليكس لوثر
- كيرسي كليمونس في دور إيريس ويست
- فيليم دافو في دور نويديس فولكو
- زينج كاي مثل ريان تشوي
- كارين بريسون في دور إلينور ستون
- جوليان لويس جونز بدور الملك أتلان  [لغات أخرى]‏
- بيتر غينيس
- راي بورتر
- مارك مكلور في دور الضابط بن سادوسكي
- جاريد ليتو في دور الجوكر
- جو مانجانييلو في دور سليد ويلسون / ديثستروك

## روابط خارجية
زاك سنايدر جاستس ليج على موقع IMDb (الإنجليزية)
- زاك سنايدر جاستس ليج على موقع ميتاكريتيك (الإنجليزية)
- زاك سنايدر جاستس ليج على موقع الموسوعة البريطانية (الإنجليزية)
- زاك سنايدر جاستس ليج على موقع روتن توميتوز (الإنجليزية)
- زاك سنايدر جاستس ليج على موقع قاعدة بيانات الأفلام العربية
- زاك سنايدر جاستس ليج على موقع ألو سيني (الفرنسية)
- زاك سنايدر جاستس ليج على موقع أول موفي (الإنجليزية)
- زاك سنايدر جاستس ليج على موقع فيلمافينيتي (الإسبانية)
- زاك سنايدر جاستس ليج على موقع قاعدة بيانات الفيلم (الإنجليزية)
- زاك سنايدر جاستس ليج على موقع ليتربوكسد (الإنجليزية)